# Марен Аде
Ма́рен А́де (нім. Maren Ade, МФА: [ˈmaːʁən ˈaːdə]; нар. 12 грудня 1976, Карлсруе, Баден-Вюртемберг, ФРН) — німецька кінорежисерка, сценаристка та кінопродюсер. Лауреатка та номінантка численних фестивальних та професійних кінонагород за роботи різних років .

## Біографія
Марен Аде народилася 12 грудня 1976 року в місті Карлсруе, земля Баден-Вюртемберг, ФРН. Ще підлітком почала знімати свої перші короткометражні фільми та брати з ними участь у творчих конкурсах.
У 1998 році Аде почала вивчати випуск фільмів і медіа-менеджмент, а пізніше режисуру кіно в Університеті телебачення і кіно (HFF) в Мюнхені., який вона успішно закінчила в 2004 році.
Як кінорежисер Марен Аде дебютувала в 2000 році короткометражним фільмом «Рівень 9». Її повнометражний фільм 2009 року «Пристрасть не знає перешкод» здобув Гран-прі журі («Срібний ведмідь») Берлінського міжнародного кінофестивалю 2009 року.
Фільм Марен Аде 2016 року «Тоні Ердманн» брав участь в основній конкурсній програмі 69-го Каннського міжнародного кінофестивалю та був відзначений Призом ФІПРЕССІ. Крім того стрічка здобула низку інших престижних фестивальних та професійних кінонагород, зокрема три премії Європейської кіноакадемії — як найкращий фільм, за найкращу режисерську роботу та найкращий сценарій.
У 2017 році Марен Еде входила до складу міжнародного журі основної конкурсної програми 70-го Каннського міжнародного кінофестивалю, очолюваного іспанським режисером Педро Альмодоваром.
Марен Аде мешкає в Берліні разом з чоловіком і двома дітьми. Викладає сценарну майстерність в Кіноакадемії землі Баден-Вюртемберг в Людвігсбурзі.

## Фільмографія
|      | Рік | Назва українською           | Оригінальна назва          | Режисер | Сценарист | Продюсер |
| ---- | --- | --------------------------- | -------------------------- | ------- | --------- | -------- |
| 2000 | к/м | Рівень 9                    | Ebene 9                    | Так     | Так       |          |
| 2003 |     | Ліс для дерев               | Der Wald vor lauter Bäumen | Так     | Так       |          |
| 2007 |     | Ласкаво просимо в готель    | Hotel Very Welcome         |         |           | Так      |
| 2009 |     | Пристрасть не знає перешкод | Alle Anderen               | Так     | Так       | Так      |
| 2011 |     | Сонна хвороба               | Schlafkrankheit            |         |           | Так      |
| 2014 |     | Супер-Его                   | Über-Ich und Du            |         |           | Так      |
| 2015 |     | Геді Шнайдер застряла       | Hedi Schneider steckt fest |         |           | Так      |
| 2016 |     | Тоні Ердманн                | Toni Erdmann               | Так     | Так       | Так      |
| 2017 |     | Вестерн                     | Western                    |         |           | Так      |

## Визнання
| Рік                                                        | Категорія                                         | Фільм                       | Результат |
| ---------------------------------------------------------- | ------------------------------------------------- | --------------------------- | --------- |
| Кінофестиваль «Санденс»                                    |                                                   |                             |           |
| 2005                                                       | Гран-прі журі за найкращий драматичний фільм      | Ліс для дерев               | Номінація |
| 2005                                                       | Спеціальний журі за найкращий драматичний фільм   | Ліс для дерев               | Перемога  |
| Міжнародний фестиваль незалежного кіно IndieLisboa         |                                                   |                             |           |
| 2005                                                       | Гран-прі журі Ласібону                            | Ліс для дерев               | Перемога  |
| Ньюпортський міжнародний кінофестиваль (Род-Айленд)        |                                                   |                             |           |
| 2005                                                       | Приз журі за найкращий драматичний художній фільм | Ліс для дерев               | Перемога  |
| Берлінський міжнародний кінофестиваль                      |                                                   |                             |           |
| 2009                                                       | Золотий ведмідь                                   | Пристрасть не знає перешкод | Номінація |
| 2009                                                       | Гран-прі журі — Срібний ведмідь                   | Пристрасть не знає перешкод | Перемога  |
| Міжнародний кінофестиваль незалежного кіно в Буенос-Айресі |                                                   |                             |           |
| 2009                                                       | Найкращий фільм                                   | Пристрасть не знає перешкод | Номінація |
| 2009                                                       | Найкращий режисер                                 | Пристрасть не знає перешкод | Перемога  |
| 2009                                                       | Приз ФІПРЕССІ                                     | Пристрасть не знає перешкод | Перемога  |
| Німецька кінопремія                                        |                                                   |                             |           |
| 2010                                                       | Золота нагорода за видатний художній фільм        | Пристрасть не знає перешкод | Номінація |
| 2010                                                       | Золота нагорода найкращому режисерові             | Пристрасть не знає перешкод | Номінація |
| 2017                                                       | Золота нагорода за видатний художній фільм        | Тоні Ердманн                | Перемога  |
| 2017                                                       | Золота нагорода найкращому режисерові             | Тоні Ердманн                | перемога  |
| 2017                                                       | Золота нагорода за найкращий сценарій             | Тоні Ердманн                | перемога  |
| Каннський міжнародний кінофестиваль                        |                                                   |                             |           |
| 2016                                                       | Золота пальмова гілка                             | Тоні Ердманн                | Номінація |
| 2016                                                       | Приз ФІПРЕССІ                                     | Тоні Ердманн                | Перемога  |
| Премія Європейської кіноакадемії                           |                                                   |                             |           |
| 2016                                                       | Найкращий європейський фільм                      | Тоні Ердманн                | Перемога  |
| 2016                                                       | Найкращий європейський режисер                    | Тоні Ердманн                | Перемога  |
| 2016                                                       | Найкращий європейський сценарист                  | Тоні Ердманн                | Перемога  |
| Норвезький міжнародний кінофестиваль                       |                                                   |                             |           |
| 2016                                                       | Приз норвезьких кінокритиків                      | Тоні Ердманн                | Перемога  |
| Міжнародний кінофестиваль у Сан-Себастьяні                 |                                                   |                             |           |
| 2016                                                       | Приз ФІПРЕССІ                                     | Тоні Ердманн                | Перемога  |
| Європейський кінофестиваль в Севільї                       |                                                   |                             |           |
| 2016                                                       | Нагорода Eurimages                                | Тоні Ердманн                | Перемога  |
| 2016                                                       | Приз глядацьких симпатій                          | Тоні Ердманн                | Перемога  |
| Брюссельський міжнародний кінофестиваль                    |                                                   |                             |           |
| 2016                                                       | Приз Золотий Ірис за найкращий фільм              | Тоні Ердманн                | Перемога  |
| 2016                                                       | Спеціальний приз журі за найкращий сценарій       | Тоні Ердманн                | Перемога  |
| 2016                                                       | Приз RTBF TV за найкращий фільм                   | Тоні Ердманн                | Перемога  |
| Премія BAFTA                                               |                                                   |                             |           |
| 2017                                                       | Найкращий неангломовний фільм                     | Тоні Ердманн                | Номінація |
| Баварська кінопремія                                       |                                                   |                             |           |
| 2017                                                       | Найкраща режисерська робота                       | Тоні Ердманн                | Перемога  |
| Премія «Сезар»                                             |                                                   |                             |           |
| 2017                                                       | Найкращий фільм іноземною мовою                   | Тоні Ердманн                | Номінація |
| Премія «Боділ»                                             |                                                   |                             |           |
| 2017                                                       | Найкращий не американський фільм                  | Тоні Ердманн                | Перемога  |
| Премія «Незалежний дух»                                    |                                                   |                             |           |
| 2017                                                       | Найкращий міжнародний фільм                       | Тоні Ердманн                | Перемога  |
| Асоціація кінокритиків Німеччини                           |                                                   |                             |           |
| 2017                                                       | Премія за найкращий фільм                         | Тоні Ердманн                | Перемога  |
| 2017                                                       | Премія за найкращий сценарій                      | Тоні Ердманн                | Перемога  |